# 田崎礼奈
田崎 礼奈（たさき れいな、1995年3月8日 - ）は、日本のアイドル。女性アイドルユニットnotallの元メンバー。
神奈川県出身。

## 略歴
- 2014年5月30日、ワロップ放送局の次世代型ソーシャルアイドルグループのプロデュースに先立って行われたソーシャルアイドルオーディションで選ばれた、片瀬成美、渡邊ちこ、佐藤遥と自身の4名でnotall結成。
- 個人としてはモデル、女優としても活動する。
- 2022年3月、notallを脱退予定だった。
- 2022年5月21日、新型コロナウイルス感染症感染拡大の影響により延期となっていた「WE ARE NOTALL TOUR 2022〜みんな笑って！はい、チーズ！〜」TOUR FINAL!!(サンパール荒川大ホール)にてグループとしての活動を終了した。

## 人物
- きょうだいは兄と妹が2人。
- 型にはまらない独特のセンスを持つnotallのお笑いキャラ。天真爛漫。
- notallの最年少メンバーということもあり、自由で破天荒なキャラクターが魅力。
- 好きな色は白[1]。
- 好きな食べ物はじゃがりこ、からあげ、きゅうり[1]。
- 苦手な食べ物はさやえんどう[1]。
- 好きな動物は亀[1]。
- 趣味はおいしいものを食べること。特技はすぐ眠れること[1]。
- notall結成以前は大学生でダンスは部活動でやっていた。
- 2017年明治学院大学卒業[1]。本人曰く首席での卒業。※2025年2月16日の「はるなと○○で！」にゲスト出演した際、実際には主席卒業でない旨を告白。
- 好きなタイプは「収入が安定している人」[2]

## 出演
※個人での出演のみ記載(グループとしての活動はnotall#出演を参照)

### ドラマ
- コック警部の晩餐会 第9話（2016年12月14日、TBS）- OL 役

### 映画
- 秘密 THE TOP SECRET（2016年）被害者女性 役
- アスリート〜俺が彼に溺れた日々〜（2019年）娘 役[3]

### 舞台
- 舞台けものフレンズ「JAPARI STAGE!」～おおきなみみとちいさなきせき～（2019年9月27日 - 10月6日、品川プリンスホテル クラブeX） - ブタ 役
- ナポリの男たちch特別回「舞台・ナポリの男たち」（2021年7月8日 - 19日、ヒューリックホール東京） - 瓜咲らん / 町娘 役
- ざんねん系おもタメミュージカル『ざんねんないきもの事典～いきものたちの逆襲～』（2022年8月18日 - 28日、あうるすぽっと）[4]
- アサルトリリィ - 川端蛍 役
  - 舞台「アサルトリリィ・御台場女学校」-The Battle to Overcome-（2023年2月3日 - 12日、こくみん共済 coopホール／スペース・ゼロ）
  - 舞台「アサルトリリィ・御台場女学校」-The Snowdrop-（2024年8月1日 - 11日、紀伊國屋サザンシアター TAKASHIMAYA）[5]
  - 舞台「アサルトリリィ」-眞說・御台場迎撃戦-（2025年9月20日 - 25日、シアター1010）[6]
- 人狼 ザ・ライブプレイングシアター #48:WITCH III 星降る夢と13人の魔女（2023年5月6日 - 13日、シアターサンモール） - 双子座 ジェシカ 役
- 舞台「吸血鬼すぐ死ぬ」（2023年6月2日 - 11日、天王洲 銀河劇場） - ター・チャン 役

### バラエティ
- 全力坂（2016年12月14日・19日・2017年1月10日、テレビ朝日）

### Web
- インスタントジョンソンの”Shall We Conte?”（2015年11月16日 - 、ワロップ放送局）
- ルトロン （2018年）[7]

### ウェブCM
- ソフトバンククルーの思い「初めての親孝行編」 (2015年)
- 明光義塾「ダルマはかせが山登り！？合格祈願珍道中」 (2015年)
- レオパレス21「帰り道、お気をつけて下さい節分」 (2016年)
- DreamPages  (2017年)
- LION「口臭科学研究所 立ち話編」 (2017年)
- ニトリ  (公式動画)
- LIFULL HOME’S お部屋探し女子編  (2018年)

### その他
- キタコレ「恵比寿MADISON」リポート（2014年）
- キタコレ「グルメ＆ミュージックフェスタ」リポート（2014年）
- Tokyo Girls’ Update(2015年)
- 原宿「momo」看板モデル(2015年)
- 武蔵野短期大学 車内広告(2016年）
- アプリゲーム「けものフレンズ3」ブタ 役（声の出演）[8]

## 関連記事
- notall
- ワロップ放送局
- 佐藤遥
- 渡邊ちこ
- 片瀬成美